# Beilouguet Litame
Beilouguet Litame este o comună din departamentul Maghama, Regiunea Gorgol, Mauritania, cu o populație de 2.366 locuitori.